# Cleora nigrisparsalis
Cleora nigrisparsalis là một loài bướm đêm trong họ Geometridae.